# Années 1980 en mode

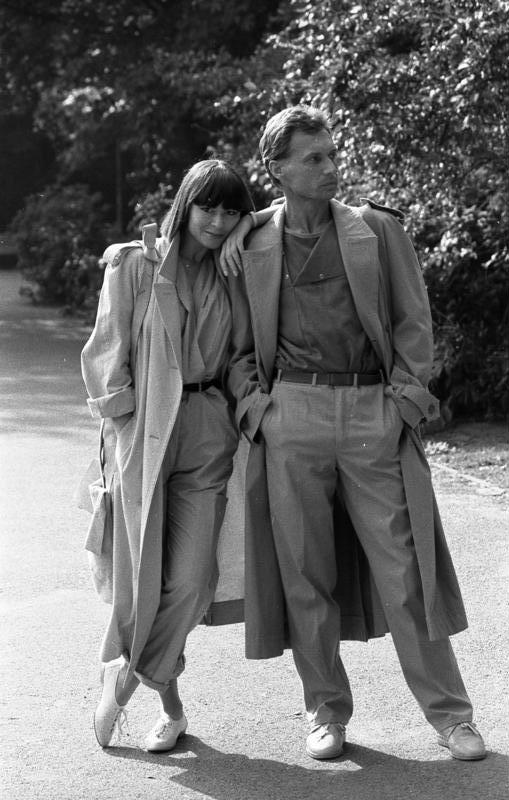
Modèles de la saison 1985 en Allemagne.

La mode des années 1980 devient matérialiste et met l'accent sur l'apparence. Logo, marques, couleurs, maquillage, la tenue et ses indispensables accessoires doivent être ostentatoires. Le corps sportif est moulé dans des vêtements épousant la moindre forme. Paris redevient le centre de la mode mondiale, imposant nombre de nouveaux stylistes venus de différents horizons ; la moribonde haute couture, représentée par les deux monstres sacrés Saint Laurent et Givenchy, retrouve du succès : tous les regards se tournent vers la capitale française où jusque dans la rue, la mode est créative, omniprésente ; Mugler et Montana en sont les vedettes. Mais les États-Unis conservent une influence importante, que ce soit avec le dynamique prêt-à-porter américain souvent sportswear, ou les sagas télévisés et la musique de MTV qui inondent le monde, à la fois reflet et sources de tendances vestimentaires. De la même façon, l'Angleterre popularise de nombreux styles par sa musique remplissant les charts de toute la planète. Ce pays, qui a vu naitre le punk les années précédentes, vit difficilement les années Thatcher. Il va malgré tout réussir à imposer le mouvement new wave et les Nouveaux Romantiques, qui populariseront dans la rue les tenues les plus diverses. Mais si Paris insuffle au monde une mode dynamique durant ces années « fric et frime », il s'y développe à l'opposé une mode plus sobre, plus sombre, avec les collections de Comme des Garçons ou des Six d'Anvers, et des créateurs minimalistes. Le noir envahit la garde-robe de chacun. Aux alentours de 1987, la période d'euphorie décline. Si l'époque voit toute une nouvelle génération de créateurs arriver sur le devant de la scène, l'histoire retiendra Gaultier, Alaïa ou Armani comme ceux ayant rencontré le succès et su perdurer les décennies suivantes.

## Préambule
Le Swinging London ou la minijupe des années 1960 ont essayé de perdurer sans succès sur les années 1970, remplacés par des tendances Hippie ou unisexes. Durant cette décennie où New York concentre nombre d'attentions, la silhouette est fluide, parfois androgyne, les vêtements amples, la mode est influencée par les mouvements féministes. Les jupes se rallongent, la mode est colorée, flamboyante. Sans savoir qui influence l'autre, le rock puis le disco sont inséparables de la mode et le métissage culturel reste un principe. Les créateurs américains comme Ralph Lauren ou Calvin Klein posent les premières bases de ce qui va bientôt devenir des empires. Halston est incontournable, habillant Marisa Berenson ou Bianca Jagger. Les punk vont remuer les principes de la mode et rapidement imposer leurs subversives idées vestimentaires comme source de création pour de nombreux stylistes, telle Zandra Rhodes mais également imposer un profond cynisme avec leur « No future ». Le culte du corps sportif, parfait, revient peu à peu comme un sujet primordial pour les magazines pour à l'usage large d'une mode sportswear. Tokyo renouvelle les tendances, mais ses créateurs vont investir la capitale française durant toutes les années 1970.

## Historique
Dès le début apparaissent à Paris ceux qui sont appelés les « jeunes créateurs », vague de stylistes parfois à l'allure surprenante et dont l'imagination semble sans limite. Pour beaucoup, leur avenir sera sombre, la créativité ne remplaçant l'aspect financier souvent négligé. Mais certains, à l'image de Gaultier, Montana, Castelbajac ou Mugler vont rencontrer un succès important alors qu'un vent de liberté, d'hédonisme et une « fringale de consommation » souffle sur la capitale.
Loin des salons feutrés des ancestrales maisons de couture, les tentes plantées près du Forum des Halles puis dans la cour Carrée du Louvre deviennent le lieu de la Fashion Week parisienne, grande « messe médiatique », avant que celle-ci n'émigre au carrousel du Louvre plus tard. De leur côté, les Semaines de la mode de Milan, Londres et New York restent des concurrentes féroces. Si Paris a perdu sa place de capitale de la mode depuis les années 1960, le renouveau de cette période marque son retour au premier plan mondial ; beaucoup de créateurs étrangers veulent être là pour montrer parfois d'exubérants défilés. Les stylistes japonais investissent la capitale française depuis un moment déjà. Rei Kawakubo présente sa première collection à Paris en 1981 : ce défilé aux vêtements « Hiroshima Chic » a l'effet d'une bombe dans le monde de la mode, déconstruisant la silhouette féminine comme d'autres le feront les années suivantes. Le discret Alaïa lance sa première collection cette même année, Grace Jones assure pour lui les rôles combinés de mannequin cabine et égérie. Trois ans plus tard, Thierry Mugler organise un défilé qualifié de show, les entrées sont payantes, la couverture médiatique immense. Ces mêmes médias ont accaparé la mode, la rendant omniprésente, renforcée par des campagnes publicitaires spectaculaires : Benetton marque l'époque, ainsi que les images de Bruce Weber, bucoliques pour Ralph Lauren ou sexualisées pour Calvin Klein. Inès de La Fressange exclusivement en Chanel de la tête aux pieds, modelée par un Karl Lagerfeld qui vient de prendre ses fonctions, fait partie du quotidien,. Les marques, signatures et logos prennent une importance considérable, entrainant dans leur sillage une contrefaçon mondiale, mais également un développement des produits sous licence et une diversification des lignes dont les Italiens se font une spécialité. Le luxe devient ostentatoire et la mode se doit d'être onéreuse. Comme souvent, l'appartenance à un groupe social se veut reflété par l'apparence vestimentaire et l'usage de ces logos. Mais l'image ainsi donnée ne va pas sans un corps en adéquation, à l'allure athlétique, symbolisé alors par Elle Macpherson. Les cours d'aérobic s'imposent à la télévision, les salles de sports ouvrent un peu partout. Le corps se doit d'être parfait, les matériaux moulants passent des vêtements de sport à la rue, imposant le sportswear et les robes « seconde peau » : du caleçon et cycliste aux créations sculpturales d'Azzedine Alaïa, le Lycra est partout et c'est le corps qui donne sa forme au vêtement, rendant la silhouette parfois agressive. D'autres nouvelles matières sont également disponibles, pour une recherche permanente de confort et de liberté de mouvements dont tous profitent, quelques soit la morphologie. La lingerie se montre de plus en plus. Les sous-vêtements presque asexués des années 1970 ont disparu au profit de modèles innovants, modernes, ou sexy tels ceux de Chantal Thomass qui remet le porte-jarretelles au goût du jour. Le body et le bustier deviennent ainsi des pièces incontournables de la garde robe féminine.

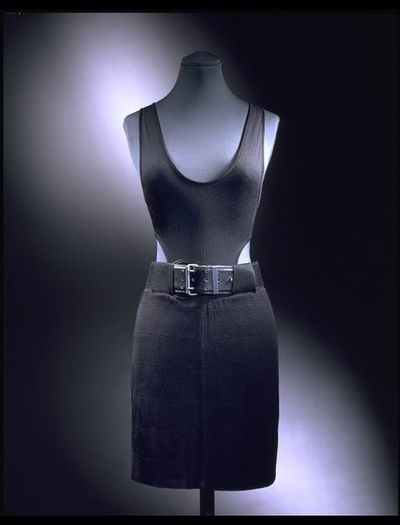
Ensemble par Azzedine Alaïa, Paris, 1985.

Si les défilés de Rei Kawakubo chamboulent le domaine de la mode avec sa volonté d'imposer une idée conceptuelle du vêtement, ils marquent aussi l’avènement du noir qui avait disparu de la garde-robe depuis un moment déjà. Cette teinte, qui va à l'encontre des habits colorés alors proposés, transperce les limites des groupes sociaux et s'impose au quotidien, dans le vêtement mais également pour les objets. Pourtant introduit bien avant par Gabrielle Chanel et sa petite robe, le noir redevient à la fois chic, classique, sexy ; il favorise le développement par besoin de contraste des accessoires et ornements,. Le noir est une composante du power dressing qui voit la taille des femmes se cintrer, les jupes raccourcir, les épaules s’élargir et les talons aiguille prendre de la hauteur. Les créateurs développent une image idéalisée de la beauté féminine. Le cuir est de toutes les collections. Pendant du costume masculin, le tailleur est la tenue incontournable de l'executive woman habillée par Mugler ou Armani. Dans cette même gamme de couleurs ternes passant par le gris ou le beige, un fort courant minimaliste envahit la mode et Jil Sander en devient la figure de proue. Loin de l'exubérance des créateurs italiens et de certains parisiens d'adoption, cette tendance se répand de Paris à New York, portée par Donna Karan ou Calvin Klein, et va s'installer durablement dans l'univers de la mode.

### Haute couture et prêt-à-porter
Le patrimoine français que constitue la mode est valorisé par Jack Lang alors ministre de la Culture. François Mitterrand reconnait à la mode d'être un « art majeur ». La création française se voit attribuer une place de choix dans les musées, les expositions, des festivals, jusqu'à rendre la « culture de la mode » permanente, une « modomanie ». C'est « la mode de la mode » selon Ardisson.
En parallèle des nouveaux stylistes installés à Paris et du dynamique prêt-à-porter américain, la haute couture marque un retour vers une tendance sophistiquée et elle aussi voyante, devenant de nouveau source d'inspiration. Elle renoue avec son succès passé après plusieurs années de déclin et retrouve des clientes, certaines plus jeunes. Chanel et son emblématique tailleur, Saint Laurent qui apparait comme le gardien du temple, Dior, Givenchy et Ungaro marquant son renouveau, dominent cette activité parisienne à l'influence mondiale. Mais les barrières se fondent entre cette élitiste haute couture et le prêt-à-porter luxueux des couturiers ou des jeunes créateurs ; la différenciation s'estompant, la nouvelle génération ne veut se tenir au passage obligé de la haute couture. Ce qui n'empêche pas Thierry Mugler de rencontrer une immense célébrité à l'étranger, et Montana de devenir le plus gros vendeur du moment. « L'élégance » devient l'obsession de l'époque et chacun s'identifie à un créateur ou une marque : le vêtement devient une forme d'expression. Les stylistes italiens, ainsi que l'industrie de confection du pays, profitent de cet engouement et diffusent leurs créations à travers la planète, tels l’emblématique Versace.

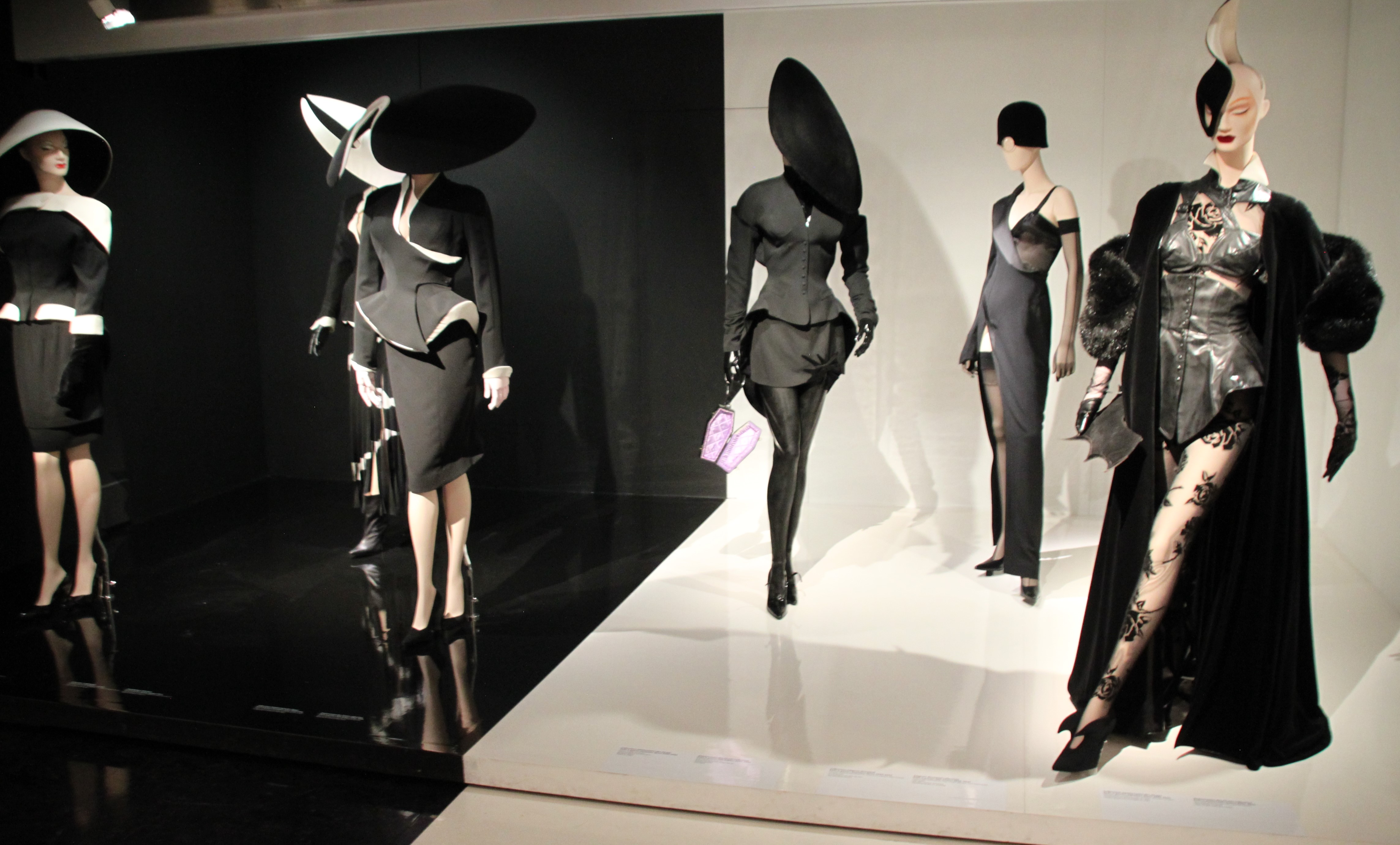
Exposition « Thierry Mugler, couturissime », 30 septembre 2021 au 24 avril 2022, Musée des Arts décoratifs Paris.

Le prêt-à-porter de masse vit à l'heure de la mondialisation, et les délocalisations sont monnaie courante. À l'opposé de ce système économique, nombre de petites entreprises comme celles installées dans le sentier, établissent le principe du « circuit court » : la confection est effectuée à moindre distance des boutiques,. Loin de l'euphorie créative centralisée à Paris, l'inventivité ne figure pas dans les premiers critères de ces producteurs ; c'est également le cas pour les points de vente qui se développent largement que ce soit par des boutiques de centre-ville ou des grandes surfaces spécialisées plus à l'écart toutes sur une même base standardisée.
Le culte du corps et l'émergence de la mode comme sujet primordial touchent également l'homme. La variété de son vestiaire s'enrichit. Il s'affiche en sous-vêtements Calvin Klein et voit lui aussi, comme la femme, ses épaules prendre de l'ampleur. Le noir visible dans tous les défilés féminins rentre dans son vestiaire. Le traditionnel costume se doit, ces années-là, d'être italien. Durant la décennie, l'homme pourra passer des vêtements déstructurés des créateurs japonais à une mode plus chic, tels que du gentleman farmer jusqu'au look des yuppies. À l'image d'autres créateurs, l’emblématique Jean Paul Gaultier surfe sur son succès pour lancer une ligne masculine exploitant la confusion des genres qui a fait son image. Celle-ci se fait remarquer avec ses « pantalon-jupe » et ses costumes revisités. Mais l'homme, tout comme les adolescents qui depuis plusieurs décennies sont décisionnaires de leur mode, adoptent également la tenue complète du sportswear ou la doudoune. Cette déclinaison des vêtements de sportifs envahit la rue avec des matières moulantes ou à l'opposé des habits très amples ; le jogging est incontournable pour le quotidien. Les plus jeunes voient également l'offre se développer avec la création d'enseignes comme Tartine et Chocolat, l'expansion de marques historiques telles Natalys ou Absorba, ainsi que les expériences de créateurs comme agnès b. ou Sonia Rykiel qui déclinent leurs modèles en petites tailles.
Cette « modomanie » sert la presse de mode : Depeche Mode, magazine français lancé en 1976 et dont l'importance grandit, va talonner les années suivantes les ventes de L'Officiel ou du Vogue français.
The Face et i-D, deux publications britanniques fondées la même année, arrivent rapidement à se faire remarquer avec leurs formules renouvelant les traditionnels magazines de mode et donnant une large place aux tendances de la rue. Plusieurs mannequins sont emblématiques de cette époque, telles Gia Carangi à la fulgurante carrière ou Iman qui est, avec Mounia, tant liée à Saint Laurent, mais également Lauren Hutton, Margaux Hemingway, Janice Dickinson, Marpessa Hennink, Cheryl Tiegs ou Brigitte Nielsen avant qu'elle n'entame sa carrière d'actrice. Mais toutes celles-ci vont rapidement être éclipsées par l'invention de Steven Meisel, le phénomène des Supermodels.

### Influences
L'Angleterre, qui a vu naitre la mode punk faisant le succès de Vivienne Westwood, est moribonde, malgré le dynamisme de Londres. Les réformes de Thatcher sont peu propices au développement économique de nouveaux venus et le political correctness reste souvent de mise après les années punk. Une nouvelle vague de créateurs apparait, avec une renommée qui restera essentiellement locale. Pour le monde entier, la mode britannique se résume aux tenues de Lady Diana Spencer, de Sarah Ferguson et à quelques clips vidéo, ce que Vogue surnomme « Rock'n'Royauté ». Les punk laissent leur place à la new wave et aux Nouveaux Romantiques passant par Siouxsie and the Banshees à Duran Duran et lançant ainsi une invasion de la musique britannique (en) : « Soudain, il est bien vu d'avoir l'air chic » lit-on dans les magazines ; Boy George ou Simon Le Bon remplacent Johnny Rotten. Les titres de Wham!, d'Eurythmics ou des Cure envahissent le monde, entrainant l'adoption de looks les plus divers par la rue, jusqu'aux prémices du mouvement Madchester à la fin de cette époque qui relègue la mode soignée de Bryan Ferry et du sophisti-pop au passé. Il faudra attendre la décennie suivante pour que la mode anglaise retrouve une inventivité et une influence internationale malgré un jeune Galliano se faisant remarquer dès sa première collection et l'éphémère reconnaissance internationale de Rifat Özbek (en).
Le mariage de Lady Di, « star de la décennie », et de l'autre côté de l'Atlantique, l'arrivée de Nancy Reagan comme Première dame apportent à la mode une certaine image du luxe,. Elles sont toutes deux perpétuellement scrutées par les magazines,.
Ces années-là, loin de la politique, les États-Unis inondent les écrans du monde de clips avec la récente MTV, ainsi que de séries : alors que toute la planète danse sur Madonna, Prince, Cyndi Lauper, Michael Jackson en paillettes, mocassins, et gant blanc, ou Run–DMC précurseurs de la mode hip-hop,, les audiences de Dallas et Dynastie sont mirobolantes. Cette dernière impose son style vestimentaire fait de robes impeccables, de fourrures variées, de bijoux et accessoires surdimensionnés ainsi que des coupes de cheveux (en) particulièrement soignées,,. Dans un registre différent, Deux Flics à Miami, ou même Magnum avec son ensemble chemise hawaïenne complétée d'une casquette de baseball, influencent les choix vestimentaires, tout comme Madame est servie et les tenues fluo d’Alyssa Milano. Outre la télévision, le cinéma américain reste un catalyseur ou un condensé de l'époque : American Gigolo marque le début de l'immense succès de l'Italien Giorgio Armani aux États-Unis, Recherche Susan désespérément faisant des crucifix, mitaines et jupes flottantes de Madonna le stéréotype de la « Bad girl », The Breakfast Club, le Wall Street d'Oliver Stone met en exergue le style des yuppies et Working Girl résume le power dressing.
S’éloignant de ces influences peu discrètes, l'American style reste symbolisé par l'expansion de Ralph Lauren avec son mélange subtil de sportswear, de preppy et de rêve américain.

### Déclin
Voilà déjà quelques années que le SIDA fait des ravages dans le domaine de la mode. Tchernobyl, le krach de 1987 puis la guerre du Golfe trois ans plus tard vont donner un coup de frein à cette époque voyante, individualiste, matérialiste, insouciante, mais également prospère jusque-là, faite d’imagination mais surtout de « fric et de frime ». Le power dressing et les yuppies ont vécu et seuls les créateurs italiens perpétuent une mode sexy, colorée et logotée. Vers la fin de la décennie, le paysage de la mode se compose essentiellement de stylistes assez traditionnels dans leur style, recherchant bien-être et confort et d'autres perpétuant l'esprit de créativité de cette période passée, à l'image de Romeo Gigli ou de Christian Lacroix. Les « conceptuels » comme les Six d'Anvers prennent peu à peu une part importante dans les médias, développant autant un message qu'une tendance de mode. Les courants minimaliste et sportswear se sont définitivement imposés sur le devant de la scène et vont encore croitre les années à venir. La mondialisation engendre une concentration des marques au sein de grands groupes de luxe. L'histoire ne retiendra pas une silhouette unique pour cette décennie, mais plutôt une large et éclectique création, même si taille marquée et épaules larges restent emblématiques. À l'aube des années 1990, la mode connait de profonds bouleversements.

## Chronologie complémentaire et non exhaustive

### 1980
- Mort de Wilhelmina Cooper, fondatrice de l'agence qui porte son nom.

### 1981
- Lord Snowdon réalise pour le Vogue britannique des photos de Diana Spencer juste avant ses fiançailles[16].
- La mariée qui clôture l'un des défilés d'Yves Saint Laurent est en noir[81].

### 1982
- Le second défilé à Paris de Rei Kawakubo entraine un retentissement important comme le précédent.
- Le modiste Stephen Jones présente pour la première fois ses créations à Paris et la BBC lui consacre un reportage.
- Pierre Cardin est récompensé d'un troisième Dé d'or.
- Commercialisation de Jane Fonda's Workout, première d'une série de vidéos d'aérobic de Jane Fonda ; celles-ci atteindront des ventes records, surfant sur les tendances de la décennie : santé, beauté, jeunesse et sex appeal. Plus que la révolution de l'aérobic, elle sera à l'origine d'un style vestimentaire fait de collants moulants ou jambières[82].
- Fermeture du Palace, haut lieu des nuits parisiennes où tous les créateurs en vogue sont passés.
- Mort de Pierre Balmain.

### 1983
- Premières collections pour les Italiens Moschino et Romeo Gigli[83].
- Première ligne de prêt-à-porter de Madame Grès[84].
- Lancement de la ligne de prêt-à-porter Saint Laurent Variation sensiblement moins chère que Rive gauche[85].
- Création du concours Elite Model Look par John Casablancas. Cindy Crawford, Stephanie Seymour et Tatjana Patitz y participent.

### 1984
- Reprise de la publication du Calendrier Pirelli après dix ans d'interruption. Cette année-là il est réalisé par Uwe Ommer, puis Norman Parkinson l'année suivante.
- Collection « Graffiti » de Stephen Sprouse (en)[86].
- Karl Lagerfeld, sans quitter ses fonctions chez Fendi et Chanel, créé la première ligne à son nom[87].
- Mort de Paulette, modiste parisienne.
- Sortie du documentaire Mode in France.

### 1985
- Sortie de Material Girl de Madonna qui fera de la chanteuse une icône, après Like a Virgin.
- Première collection Seven Easy Pieces de Donna Karan.
- les « Oscars de la Mode », éphémère événement médiatique auquel assiste tout ce que compte la mode compte comme personnalités, récompensent Alaïa[88].

### 1986
- L'Institut français de la mode est fondé.
- Le mannequin Gia Carangi, figure du début de cette période, meurt dans l'indifférence.
- Mort de Perry Ellis.
- La sortie de l'album Licensed to Ill des Beastie Boys marque symboliquement l’avènement du streetwear[89].

### 1987
- Lancement du Elle italien par Carla Sozzani.
- Création du groupe LVMH - Moët Hennessy Louis Vuitton.
- Christian Lacroix ouvre sa maison de couture avec le soutien de Bernard Arnault ; première collection — remarquée — de haute couture et le prêt-à-porter l'année suivante.
- Antonio Lopez, prolifique illustrateur de mode, meurt.

### 1988
- Liz Tilberis devient rédactrice en chef du British Vogue en remplacement d'Anna Wintour. Son ami Fabien Baron intègre lui le Vogue Italia de Franca Sozzani.

### 1989
- Mort de Diana Vreeland, l'influente journaliste qui a débuté avant la Guerre.
- Mort de Guy Laroche.
- Succédant à Marc Bohan, Gianfranco Ferré entre chez Dior.